# Линк, Каролина
Кароли́на Линк (нем. Caroline Link; род. 2 июня 1964[…], Бад-Наухайм, Гессен) — немецкий режиссёр и сценаристка кино и телевидения.

## Биография
Каролина Линк родилась 2 июня 1964 года в городе Бад-Наухайм (Гессен, ФРГ). Отца звали Юрген, он был владельцем паба, а позднее — ресторана. Мать звали Ильза, она работала бухгалтером в заведениях мужа. Каролина описывает их как «неинтеллектуальных и нехудожественных людей». После окончания школы «Санкт-Лиоба» год прожила в США, где работала няней; вернувшись в Германию, работала статистом на съёмочной площадке и ассистентом кинооператора (бескорыстно и без указания в титрах) при кинокомпании Bavaria Film. В 1986—1990 годах училась в Мюнхенском университете кино и телевидения. С 1984 года начала работать как режиссёр (за первые шесть лет лишь два эпизода одного телесериала, один документальный фильм и один короткометражный, с 1990 года — полнометражные ленты), с 1988 года — как сценарист.
В 2003 году стала соосновательницей Немецкой киноакадемии. С 2006 года — покровитель Фонда здоровья детей. Член попечительского совета организации «Дети за лучший мир».
Личная жизнь
Линк живёт со своим неофициальным мужем, актёром, сценаристом и режиссёром Домиником Графом, и их дочерью Полин, которая родилась в июле 2002 года.

## Избранные награды и номинации
С полным списком кинематографических наград и номинаций Каролины Линк можно ознакомиться на сайте IMDb
Награды
- 1996 — Баварская кинопремия[нем.] в категории «Лучший фильм для молодёжи» за фильм «За гранью тишины»[нем.].
- 1997 — Международный кинофестиваль в Токио — Гран-при и победа в категории «Лучший сценарий» за фильм «За гранью тишины».
- 2003 — Медаль «Свет Мюнхена[нем.]»
- 2003 — «Оскар» в категории «Лучший фильм на иностранном языке» за фильм «Нигде в Африке».
- 2004 — Баварский орден «За заслуги»
- 2008 — Медаль «За особые заслуги перед Баварией в Объединённой Европе»[нем.]
- 2009 — Премия «Бэмби» с формулировкой «Почётная Бэмби. Немцы в Голливуде»[8]
- 2018 — Орден «За заслуги перед Федеративной Республикой Германия»[9]

Номинации
- 1998 — «Оскар» в категории «Лучший фильм на иностранном языке» за фильм «За гранью тишины»[10].

## Избранная фильмография
| Год        | Название (рус.)                       | Название (в оригинале)              | Режиссёр | Сценарист | Примечания                                                                                         |
| ---------- | ------------------------------------- | ----------------------------------- | -------- | --------- | -------------------------------------------------------------------------------------------------- |
| 1984, 1992 | Следователь                           | Der Fahnder                         | Да       | Да        | 1984 — режиссёр двух эпизодов, 1992 — сценарист одного эпизода и ассистент режиссёра трёх эпизодов |
| 1996       | За гранью тишины                      | Jenseits der Stille                 | Да       | Да        | 6 наград и 3 номинации                                                                             |
| 1999       | Точечка и Антон                       | Pünktchen und Anton                 | Да       | Да        | 3 награды и 1 номинация                                                                            |
| 2001       | Нигде в Африке                        | Nirgendwo in Afrika                 | Да       | Да        | 11 наград и 3 номинации                                                                            |
| 2008       | Зимой будет год                       | Im Winter ein Jahr                  | Да       | Да        | 1 награда и 1 номинация                                                                            |
| 2013       | Съезд на Марракеш                     | Exit Marrakech                      | Да       | Да        | 1 награда                                                                                          |
| 2018       | Мальчик должен быть на свежем воздухе | Der Junge muss an die frische Luft  | Да       | Да        | 2 награды и 2 номинации                                                                            |
| 2019       | Как Гитлер украл розового кролика     | Als Hitler das rosa Kaninchen stahl | Да       | Да        | 1 награда и 2 номинации                                                                            |